# Юссуф, Рашид
Рашид Олатокунбо Оладобе Юссуф (англ. Rashid Olatokunbo Oladobe Alao Yussuff; род. 23 сентября 1989, Поплар, Большой Лондон) — английский футболист, игравший на позиции полузащитника.

## Карьера
Юссуф имеет нигерийское происхождение, но родился в Поплере, Лондон, 23 сентября 1990 года. Его часто называют Токс, словом, являющимся аббревиатурой от его среднего имени Олатокунбо. Юссуф начал свою карьеру в качестве юниора в атлетической академии клуба «Чарльтон» в июле 2006 года в возрасте 17 лет. Он забил 8 голов, выступая за команду «Чарльтона (до 18)» в Академической Премьер-Лиге в сезоне 2007/08, а также забил 2 гола в Кубке молодежи FA. Тем не менее, несмотря на это, он не смог пробиться в первую команду, и 1 ноября 2008 года 19-летний полузащитник был отправлен в аренду в клуб Национальной лиги — Нортуич Виктория, первоначально, сроком на один месяц. Юссуфф дебютировал в «Нортуич Виктория» 8 ноября 2008 года в матче против «Бертон Альбион», проигранный со счетом (1:0). Он сыграл еще шесть выступлений за «Викс», а его последний матч стал поражением «Олтрингема» 1-0 26 декабря 2008 года. После этого, он вернулся в родной клуб.